# Thomas Grundmann (Künstler)
Thomas Grundmann (* 1970 in Köln) ist ein deutscher Künstler und Tätowierer.

## Leben
In Köln geboren nahm er 1991 zunächst ein Studium der Freien Grafik an der Kunstakademie Düsseldorf auf. Er brach sein Studium jedoch bereits nach zwei Tagen wieder ab und absolvierte in einem Kölner Tattoo-Studio eine Ausbildung zum Tätowierer, da er nach einer handwerkliche Ausbildung trachtete, die ihm das Kunststudium nicht zu bieten schien. Seine Arbeit als Tätowierer brachte ihm künstlerische Reduktion und Konzentration auf Symbolhaftigkeit nahe, was später auch sein sonstiges künstlerisches Schaffen kennzeichnen sollte. Nachdem er bereits ab 1992 als Maler an verschiedenen Ausstellungen teilgenommen hatte, folgten ab 1996 auch Veröffentlichungen zum Thema Tätowierung und Kunst in verschiedenen Fachzeitschriften. Er lebt und arbeitet in Berlin.

## Werk
Grundmanns künstlerisches Werk umfasst Ölbilder, Arbeiten auf Papier, Collagen und Fotos. Er selbst sieht seine künstlerische Betätigung als kontemplativen Ausgleich zum „Pool der Beliebigkeit“ der Motive, die er als Tätowierer zu stechen hat. Sein malerisches Werk ist geprägt von figurativen Symbolen, die er dem ikonographischen Kosmos der Tätowierszene entnimmt. Er vermischt Symbole aus den Themenkreisen Sexualität, Gewalt, Politik, Comic und Religion und schafft damit farbenfrohe Collagen mit neuem ironischen bis zynischen Bedeutungsgehalt. U.a. zeigt sein Ölbild Who tattooed Heinrich Himmler (2005) den besagten Heinrich Himmler mit dem seitenverkehrt in die Stirn geritzten Wort CUNT vor einem stilisierten Reichsadler mit Hakenkreuz inmitten von gängigen Tätowiersymbolen (Totenkopf, Schlange, Dolch). Sein Ölbild Celebrity (2006) zeigt Adolf Hitler inmitten ornamentaler Blumen und mit einer hinter dem Revers hervorschauenden Goofy-Figur. Sein Ölbild True Love (2006) zeigt comicartig den Selbstmord von Adolf Hitler und Eva Braun. Seine Arbeiten auf Papier sind mit Tusche, Acryl, Wasserfarben oder Kreide und ausnahmslos schwarz/weiß ausgeführt und lehnen sich an die gängige Entwurfspraxis von Tätowierern an. Seine Collagen fasst Grundmann in Serien wie Schlechte Collagen oder Mein Gott, dies sind die Mädchen der alten Brigade zusammen. Seine Fotoarbeiten haben oft einen sehr persönlichen Charakter, so wie die Serie Selbstmorde, in der er sich selbst in Suizidszenen inszenierte, oder die Serie Selbstverliebtes Zeug, in der er sich als König oder Engel abgelichtet hat.
Grundmanns künstlerische Auseinandersetzung mit Tattoo-Motiven gab Stephanie Dathe, Leiterin des Museum Villa Rot, die Inspiration zur Ausstellung gestochen scharf im Jahr 2013, bei der u. a. auch Arbeiten von Grundmann gezeigt wurden.

## Ausstellungen (Auswahl)
- Symbole, Kunst-Station Sankt Peter, Köln 1999
- Das letzte, das allerletzte, XX Köln 2002
- Haut, Galerie Susanne Zander, Köln 2003
- Querschnitt, Kölnisches Stadtmuseum, Köln 2003
- Die Versuchung des heiligen Antonius, Antonier Museum, Memmingen 2006
- Tanz mit dem Totentanz, Museum für Sepulkralkultur, Kassel 2007
- gestochen scharf, Museum Villa Rot, Burgrieden 2013
- The Harder they cum..!, Feinkunst Krüger, Hamburg, 2012
- ADRENOCHROME, Reiner Opoku, Berlin 2018